# Miasta partnerskie Wellington
Wellington współpracuje z ośmioma miastami partnerskimi i jednym miastem formalnie uznawanym za zaprzyjaźnione. Spośród miast partnerskich sześć sformalizowało partnerstwo na piśmie, dwa pozostałe utrzymują nieformalne związki z Wellington, jednak są to związki uznawane przez obie strony za partnerskie.
W partnerstwie z Wellington pozostają następujące miasta:
- Harrogate, Wielka Brytania (od 1954)[1];
- Chania, Grecja (od 1984)[1];
- Xiamen, Chiny (od 1987)[2];
- Sakai, Japonia (od 1995)[2];
- Tajpej, Tajwan (od 1997)[3];
- Tiencin, Chiny (od 2000)[3];
- Qingdao, Chiny (od 2000)[3];
- Pekin, Chiny (od 2006)[2].

Miasto zaprzyjaźnione
- Sydney, Australia[4][5][6]

## Miasta partnerskie (podpisana umowa o partnerstwie)

### Pekin

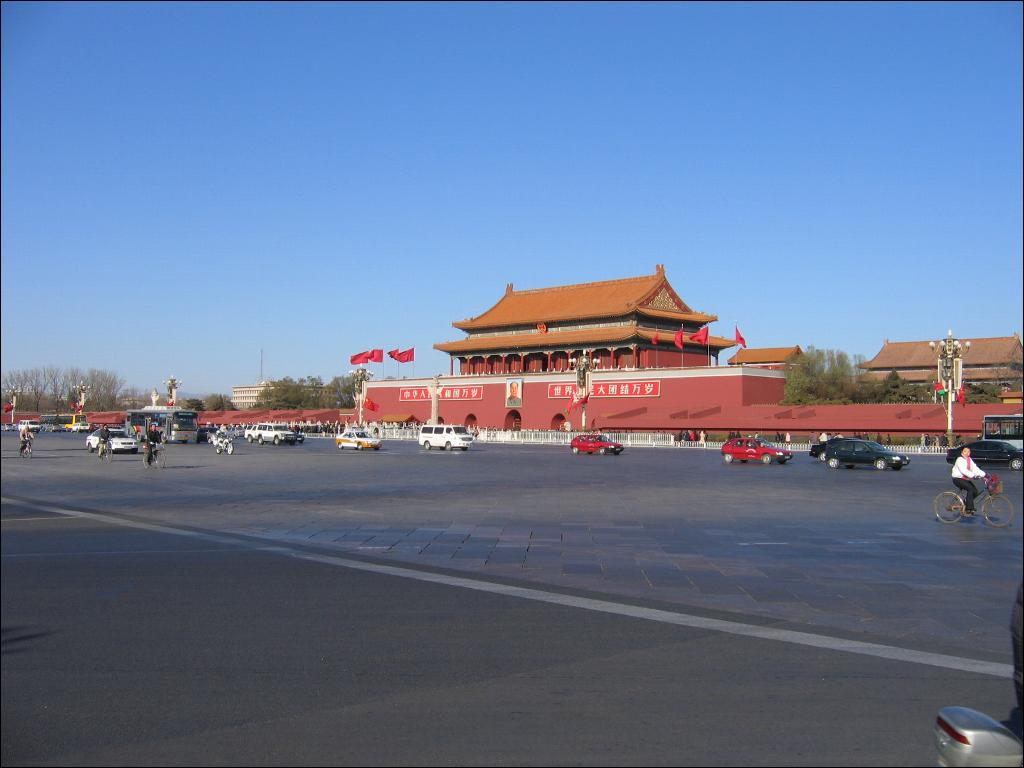
Plac Tian’anmen w Pekinie

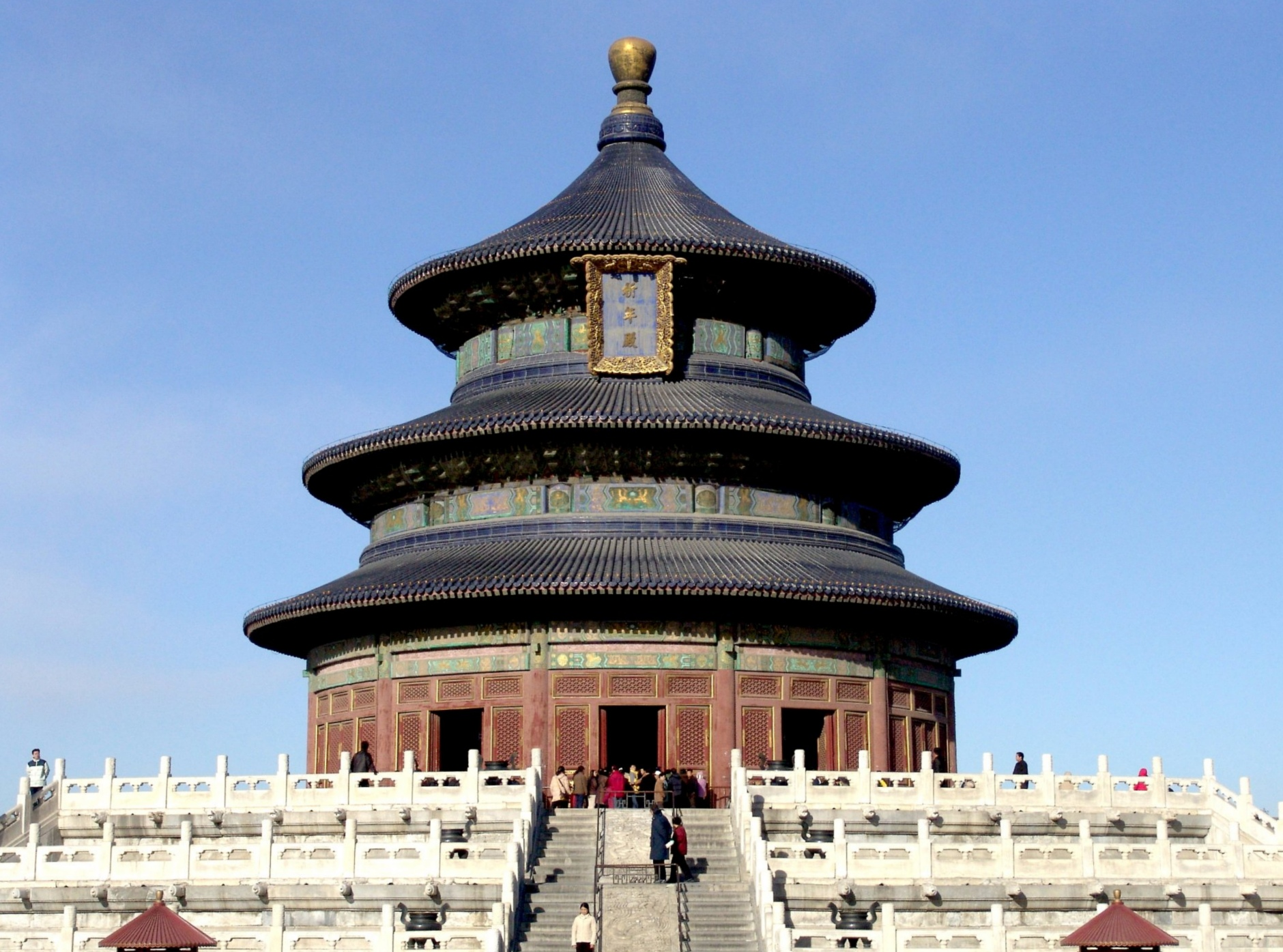
Świątynia Nieba w Pekinie

W 1994 roku Deng Lin, córka byłego przywódcy Chin, Deng Xiaopinga, odwiedziła Wellington i, jak zrelacjonowała w wielu późniejszych wywiadach, „zakochała się w mieście”. Ówczesny wiceburmistrz Pekinu złożył wizytę miastu, zaś kilka miesięcy później Pekin odwiedził wiceburmistrz Wellington (w czasie tej wizyty umowa o partnerstwie została uzgodniona). Politycy obu miast sklasyfikowali partnerstwo jako „trwałe, bazowane na wzajemnym wspomaganiu się i systematycznej współpracy”.
Podczas Sister Cities New Zealand 25th Anniversary Conference w maju 2006 roku, partnerstwo zostało ostatecznie sformalizowane. Burmistrz Wellington Kerry Prendergast i zastępca burmistrza Pekinu, Sun Anmin, podpisali oficjalną umowę o partnerstwie.
Politycy Nowej Zelandii definiują partnerstwo z Pekinem jako wyjątkowo ważne, przede wszystkim ze względu na styczność ze stolicą jednego z największych i najbardziej wpływowych mocarstw świata.
W lutym 2005 roku w Wellington zaprezentowano pokaz fajerwerków na cześć rozpoczęcia Nowego Roku w Chinach (pokaz był prezentem od Pekinu). Pokaz był najdłuższym w historii Wellington.
Działania podejmowane we współpracy między Wellington a Pekinem to:
- biznesowe i pokojowe wizyty
- handel i wymiana zabezpieczeniami przed trzęsieniami ziemi[2]
- wizyty burmistrzów
- wymiany nauczycieli i uczniów[2]
- wspólnie organizowane festiwale i koncerty

### Xiamen

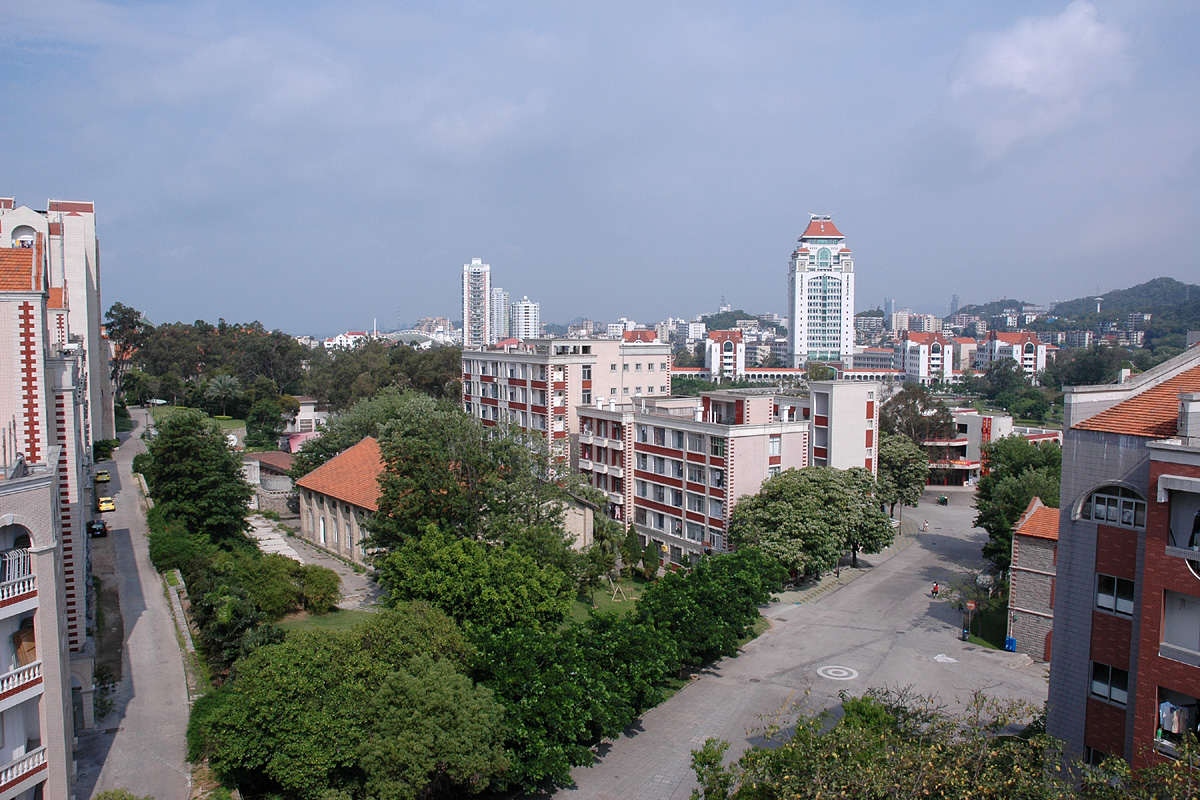
Panorama Xiamen

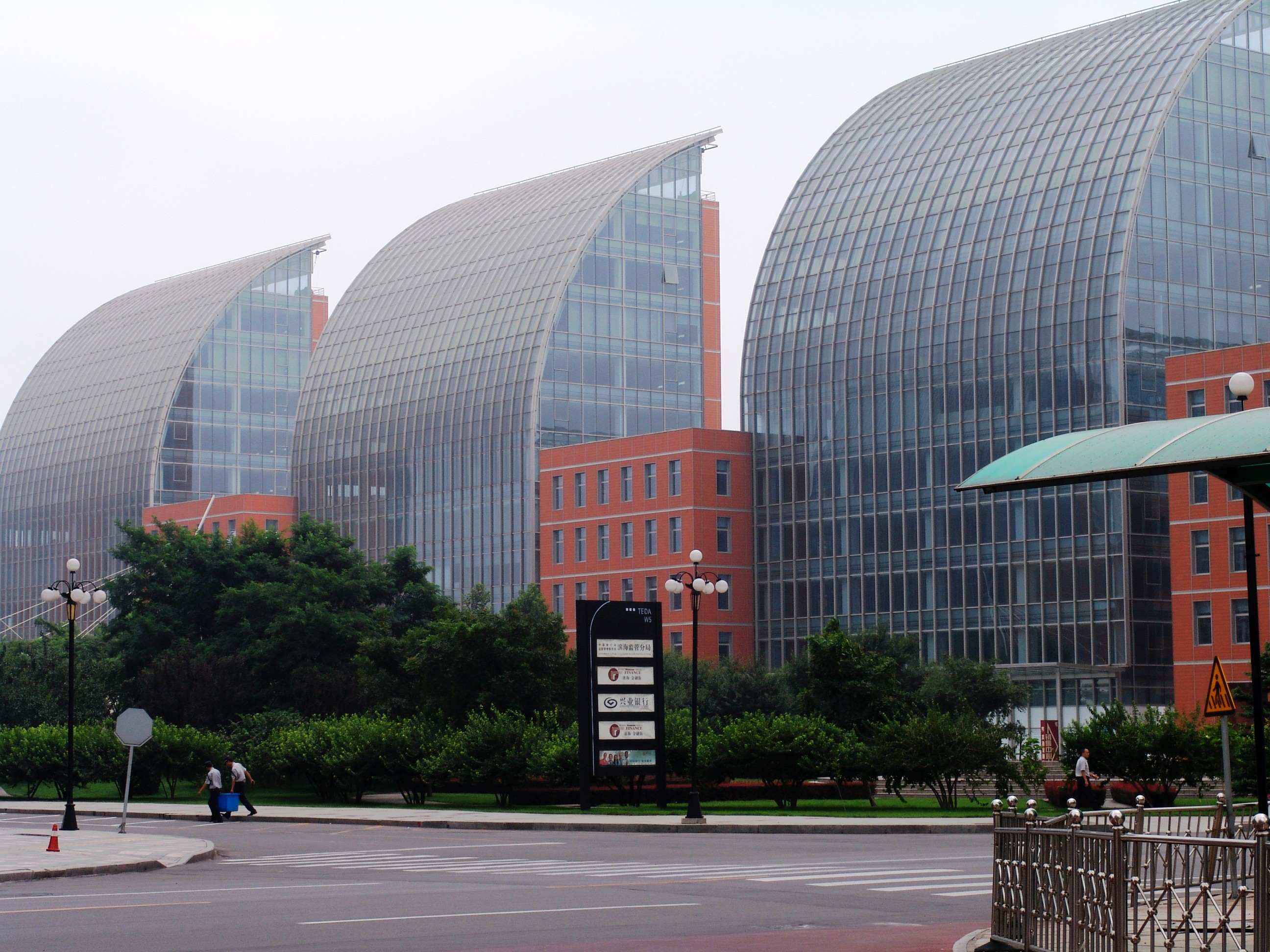
Dzielnica nowoczesnych budynków w Tiencinie

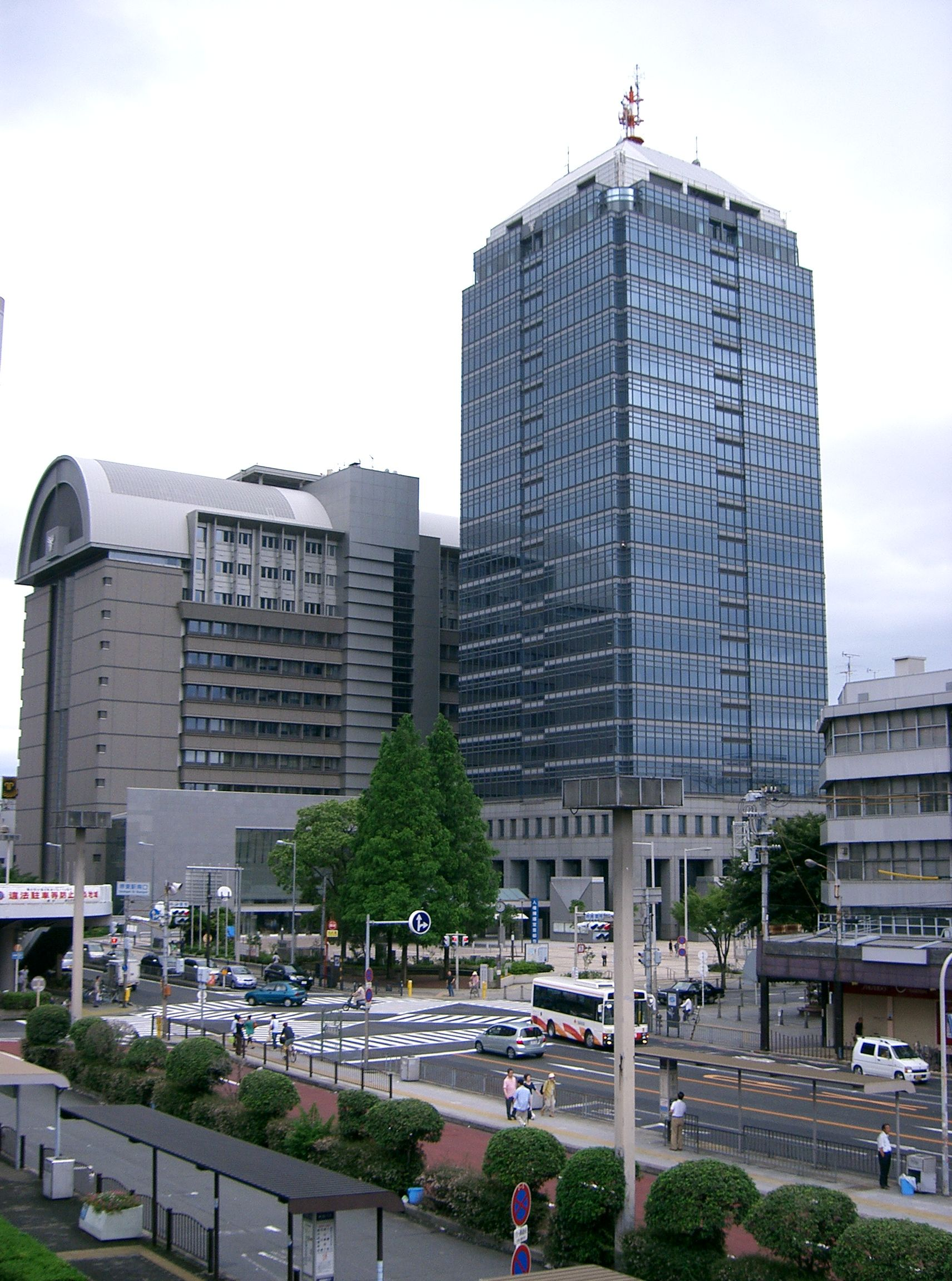
Ratusz w Sakai

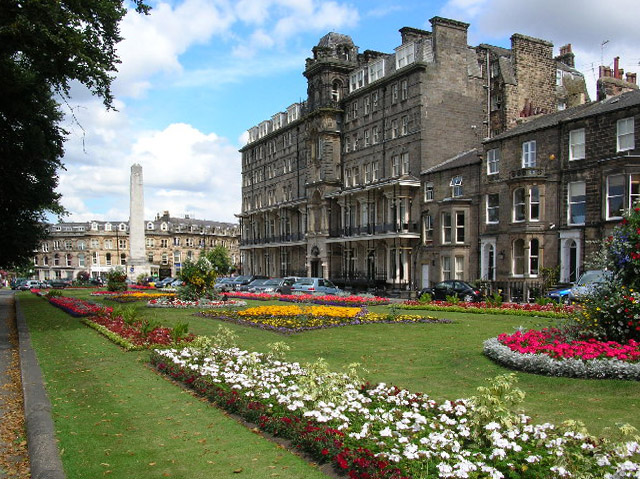
Cenotaf w Harrogate

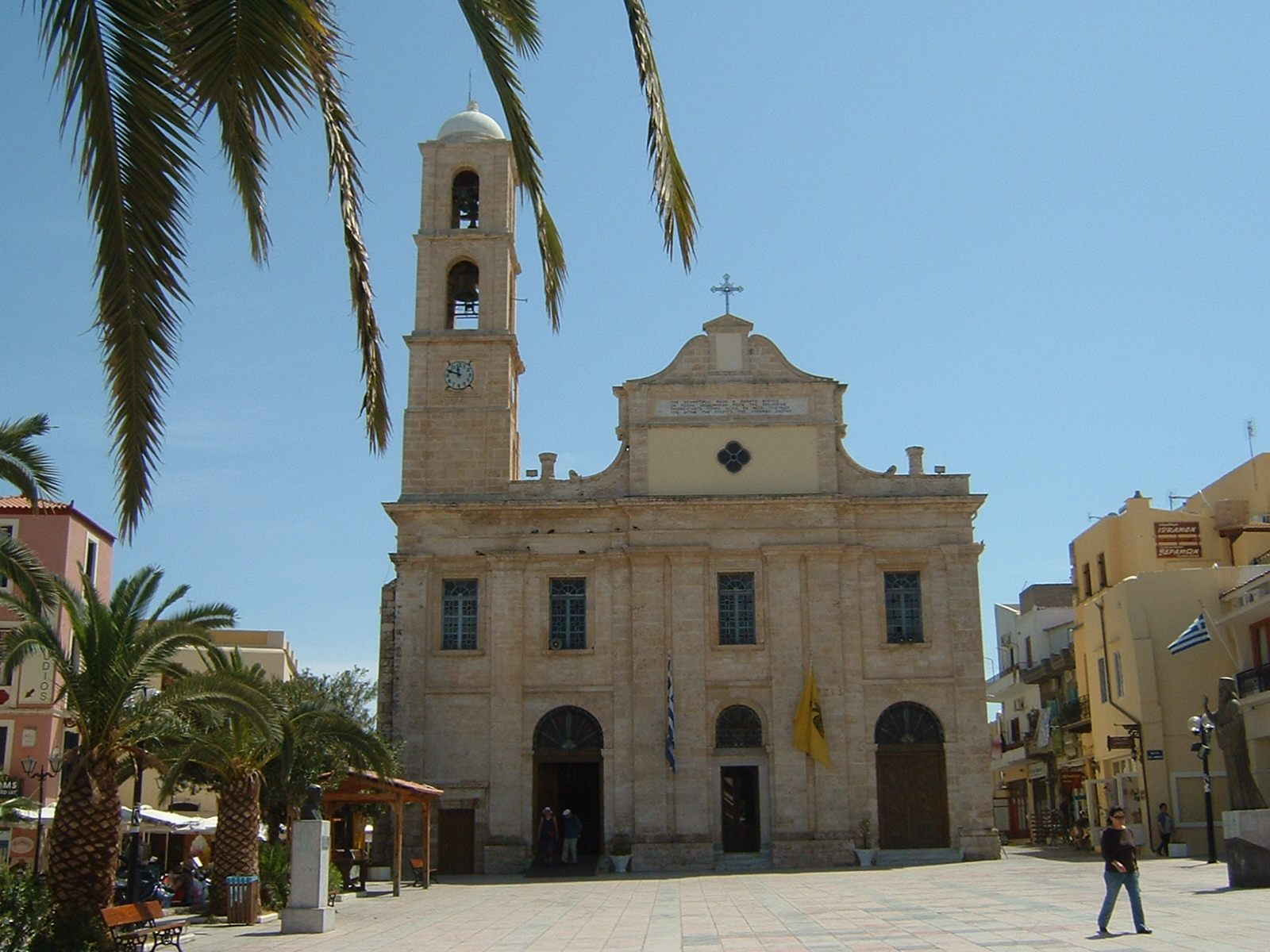
Prawosławna katedra w Chania

W latach 80. XX wieku Rada Miasta Wellington (ang.: Wellington City Council) zwróciła się z prośbą do ambasady chińskiej w Wellington o unormowanie i zacieśnienie przyjaźni i współpracy między Nową Zelandią a miastami chińskimi. Postulaty Nowej Zelandii zostały powtórzone i uzasadnione w trakcie wizyty premiera Davida Lange. Władze chińskie zaproponowały partnerstwo z miastem Xiamen z powodu wysokiego poziomu rozwoju miasta (posiada status specjalnej strefy ekonomicznej) i podobieństw z Wellington, chociażby jeśli chodzi o klimat.
Umowę o partnerstwie między dwoma miastami podpisano w 1987 roku.
W 1998 roku powołano organizację Wellington Xiamen Association, która ma skupiać się na utrwalaniu i pogłębianiu współpracy obu miast. Organizacja stała się podstawą do wielu pokojowych rozmów, wizyt i reform podjętych przy współpracy obydwu miast.

### Tiencin
Wellington podpisał z Tiencin umowę o partnerstwie w 2000 roku, by wspólnie zabezpieczać oba miasta przez trzęsieniami ziemi i ich skutkami. Ówczesny burmistrz Wellington Mark Blumsky odwiedził Tiencin w celu zawiązania umowy.
Partnerstwo między tymi miastami jest częścią planu World Bank wspierającego akcję Megacities Earthquake Mitigation Initiative, wspierającą ochronę przez trzęsieniami ziemi. Chińska organizacja zapobiegająca wstrząsom sejsmicznym, Chinese Seismological Bureau wybrała Tiencin na partnera dla Wellington i zadecydowała, by te miasta wspierały program.
Partnerstwo między miastami skupia się wokół wzajemnej wymiany sposobów na zapobieganie zjawiskom sejsmologicznym, łagodzenie ich skutków oraz ewentualna pomoc przy odbudowie uszkodzonych budynków czy wymiana środków żywnościowych i pieniężnych.

### Qingdao
Umowa o partnerstwie między Qingdao a Wellington została podpisana w 2000 roku w celu usprawnienia wymiany uczniów i nauczycieli między dwoma miastami. Umowa miała zachęcić studentów z Chin do edukacji w Nowej Zelandii. W rezultacie w Wellington studiuje ponad tysiąc studentów z Qingdao.

### Sakai
Jako pierwszy partnerstwo między Japonią i Nową Zelandią zaproponował w latach 80. XX wieku ambasador Japonii w Nowej Zelandii, Takeo Iguchi.
W 1993 roku Fran Wilde, ówczesny burmistrz Wellington, odwiedził Sakai i podpisał wstępne porozumienie między miastami. Rok później Wellington odwiedziła japońska delegacja na czele z burmistrzem Sakai, Hideo Hataya. W 1995 roku sformalizowano partnerstwo obu miast. Razem z podpisaniem umowy o partnerstwie powołano organizację Wellington Sakai Association mającą wspomagać Wellington i Wellington City Council w pogłębianiu współpracy z Sakai. W Sakai znajduje się Sakai Wellington Association.
Działania podejmowane we współpracy między Wellington a Sakai to:
- wymiany nauczycieli, uczniów, a także biznesmenów[2]
- organizowanie zawodów sportowych dla młodzieży
- wystawy obrazów, rzeźb i ikebana[2]

### Tajpej
W 1997 roku Kerry Prendergast, ówczesny zastępca burmistrza Wellington, złożyła wizytę w Tajpej i odwiedziła zastępcę burmistrza tego miasta, Bai Hsiu-hsiunga. Oboje polityków podpisało porozumienie między dwoma miastami.
W 1998 roku delegacja składająca się ze 155 polityków z Tajpej odwiedziła Wellington. W czasie tej wizyty przedłużono umowę o partnerstwie między dwoma metropoliami.

## Miasta uznawane przez obie strony za partnerskie (bez podpisanej umowy o współpracy)

### Harrogate
Korzeni partnerstwa obu miast należy szukać jeszcze w trakcie II wojny światowej, kiedy to 23 nowozelandzkich lotników zostało pochowanych na cmentarzu w Harrogate.
W 1954 roku Rada Miasta Harrogate (ang. Harrogate City Council) oferowała Wellington buławę w całości ze złotą wykonaną przez miejscowego złotnika (moment ten jest uznawany często za zawiązanie umowy o współpracy). Buława jest regularnie używana podczas rozmaitych ceremonii i spotkań z udziałem obu miast.

### Chania
Partnerstwo między Chania a Wellington zostało zawiązane (nieformalnie) w 1984 roku (Wellington chciał w ten sposób podkreślić i podziękować obywatelom Krety i Grecji za ich zasługi wobec Nowej Zelandii w trakcie II wojny światowej). Terytorium zajmowane przez Chania było miejscem walk nowozelandzkich i niemieckich oddziałów wojskowych.
W celu upamiętnienia partnerstwa na placu Michael Fowler Centre w Wellington posadzono drzewo oliwne. Wellington obchodzi „Dzień miasta Chania” (ang. Chania Day) 21 maja.
Burmistrz miasta Chania odwiedził Wellington w 2004 roku.

## Miasto zaprzyjaźnione

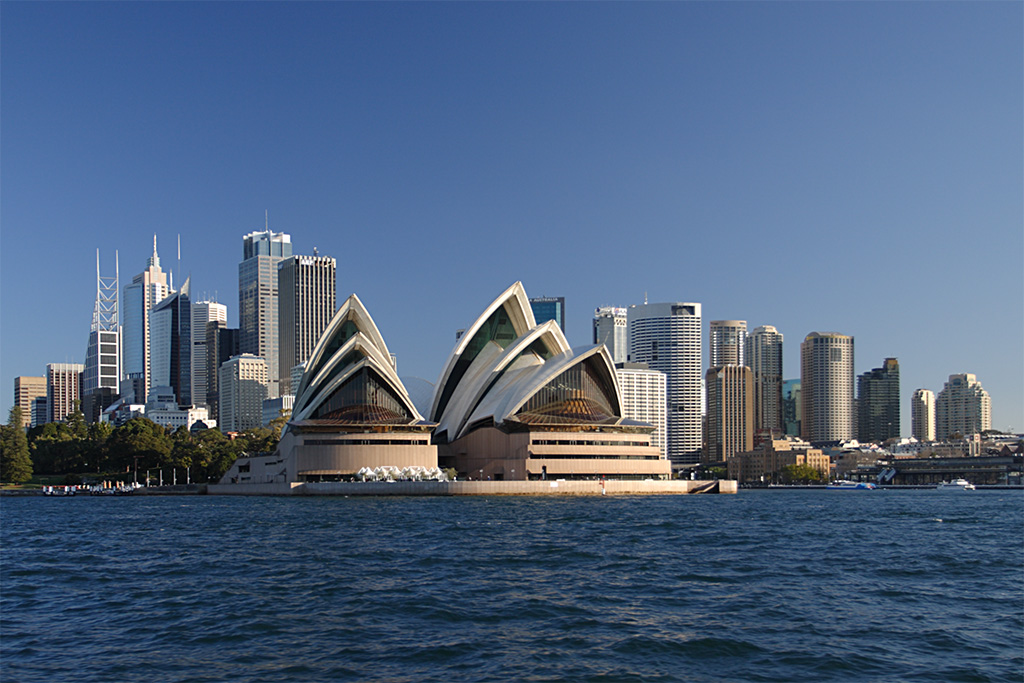
Opera w Sydney, widok z wybrzeża

Oficjalny portal Wellington City Council podaje definicję współpracy z miastem zaprzyjaźnionym:

„partnerstwo z miastem zaprzyjaźnionym jest mniej formalne i wspólne działania podejmowane przez miasta zaprzyjaźnione są zakrojone na mniejszą skalę. Może być to współpraca długoterminowa, jednak poziom współpracy i zaangażowania jest niższy niż w przypadku miast partnerskich.”

(ang. A friendly city relationship is less formal than a sister city relationship and it generally has a lower profile. It is likely to be a long term relationship, but the level of community support and involvement is not as high as with a full sister city relationship.).

### Sydney
Nieformalne partnerstwo między Wellington a Sydney zostało zawiązane w 1983 roku, kiedy to ówczesny burmistrz Wellington, Ian Lawrence, odwiedził stolicę Australii. Przedmiotem współpracy między dwoma miastami jest wzajemna pomoc w zakresie handlu i biznesu.

## Konferencja w 2006
W 2006 roku odbyła się Sister Cities New Zealand 25th Anniversary Conference, konferencja upamiętniająca 25-lecie istnienia Sister Cities New Zealand, organizacji zajmującej się zawieraniem umów o partnerstwie między Wellington a innymi miastami. Konferencja uczciła również 25. rocznicę partnerstwa z Chinami oraz 50. rocznicę partnerstwa na całym świecie.
Uczestnicy Konferencji:
- Przedstawiciele miast partnerskich Wellington, w tym burmistrz Tiencin;
- Dyplomaci z Chin i przedstawiciele handlowi;
- Burmistrz Wellington i Wellington City Council;
- Mieszkańcy miast partnerskich Wellington;
- Organizacje handlowe i biznesowe z Azji.

Konferencja zawarła prezentacje, interaktywne projekty i przemowy, które objęły:
- Potencjał partnerstwa międzynarodowego;
- Korzyści dla społeczeństwa w wyniku partnerstwa;
- Możliwości wspierania sektora biznesowego;
- Rozpowszechnianie idei tolerancji kulturowej i rasowej.